# 越池站
越池站（越南语：／*/?）是越南河老铁路的一座火车站，位于富寿省越池市，距河内站73公里。越池站始建于越南被法国殖民统治的法属印度支那时期，于1906年随河老铁路建成通车而落成启用。